# Sotillo de la Adrada (kommunhuvudort)
Sotillo de la Adrada är en kommunhuvudort i Spanien. Den ligger i provinsen Provincia de Ávila och regionen Kastilien och Leon, i den centrala delen av landet, 80 km väster om huvudstaden Madrid. Sotillo de la Adrada ligger 634 meter över havet och antalet invånare är 4 188.
Terrängen runt Sotillo de la Adrada är varierad. Runt Sotillo de la Adrada är det glesbefolkat, med 18 invånare per kvadratkilometer. Närmaste större samhälle är San Martín de Valdeiglesias, 17,6 km öster om Sotillo de la Adrada. Omgivningarna runt Sotillo de la Adrada är i huvudsak ett öppet busklandskap.